# Dursadaf Karimova
Pour les articles homonymes, voir Karimova.
Dursadaf Karimova (en azéri: Dursədəf Muxtar qızı Kərimova;née le 23 août 1985 à Bakou, Azerbaïdjan) est une judoka représentant l'Azerbaïdjan. En 2020, elle remporte les XVIes Jeux Paralympiques d'été , est une judokate handisport azerbaïdjanaise concourant dans la catégorie des +70 kg.

## Biographie
Dursadaf Karimova est née le 23 août 1985 à Bakou. Sa mère, Zulfiya Karimova, est professeure agrégée à l'Université pédagogique d'État d'Azerbaïdjan (ADPU) et sa sœur, Khanim Huseynova, est judoka.

## Carrière
En 2019, Dursadaf Karimova perd lors du dernier match du Championnat d'Europe organisé à Gênes (Italie) et remporte une médaille d'argent. En revanche, elle remporte une médaille d'or dans le tournoi par équipe.
Dursadaf Karimova se qualifie pour les Jeux Paralympiques grâce aux points de classement qu'elle récolte lors des tournois internationaux en 2021. La sportive devient la gagnante des 16e Jeux paralympiques d'été.
Aux Jeux paralympiques d'été de 2020, elle remporte l'or en +70 kg en battant en finale la Kazakh Zarina Baibatina.
Conformément au décret du président azerbaïdjanais Ilham Aliyev du 6 septembre 2021, Dursadaf Mukhtar gizi Karimova reçoit l'ordre du 1er degré « Pour service à la patrie » pour ses réalisations aux XVIes Jeux paralympiques d'été et ses services dans les sports azerbaïdjanais.
Après les Jeux Paralympiques, Dursadaf Karimova participe au Championnat d'Europe organisé à Cagliari (Italie) en 2022 et termine le tournoi avec une médaille de bronze.